# Хронологична таблица за откриване и изследване на Азия (1880-1900)
| Години            | Име на откривател, изследовател                                    | Направени открития и изследвания | Изследванията засягат следните съвременни държави         |
| ----------------- | ------------------------------------------------------------------ | --- | --------------------------------------------------------- |
| 1880 – 1882       | Пиер Габриел Едуар Бонвало                                         | Експедиция от Индия през Афганистан, Бухара, Каспийско море и Кавказ | Афганистан, Узбекистан, Туркменистан, Азербайджан, Грузия |
| 1880 – 1883       | Кинтуп                                                             | Топографско картиране на долината на река Цангпо (Диханг, Брахмапутра) около големия ѝ завой на 95º и.д. и най-източната част на Хималаите | Индия, Китай                                              |
| 1880 – 1886       | Иван Мушкетов                                                      | Изследване на ледниците и геологията на Кавказ | Русия, Грузия, Азербайджан                                |
| 1880 – 1890       | Николай Андрусов (1861 – 1924)                                     | Мащабни геоложки изследвания в Голям Кавказ, Закавказието и по крайбрежието на Каспийско море | Русия, Грузия, Азербайджан, Армения                       |
| 1881              | Джордж Вашингтон де Лонг                                           | Откриване на о-вите Де Лонг, в т.ч. островите Жанета (76°43′ с. ш. 158°07′ и. д. / 76.716667° с. ш. 158.116667° и. д.), Хенриета (77°06′ с. ш. 156°30′ и. д. / 77.1° с. ш. 156.5° и. д.) и Бенет (76°44′ с. ш. 149°30′ и. д. / 76.733333° с. ш. 149.5° и. д.) | Русия                                                     |
| 1881              | Р. Бери                                                            | Топографско картиране на източните, западните и голяма част от северните брегове на остров Врангел и извършване на първото изследване на вътрешността му | Русия                                                     |
| 1881 – 1882       | Алберт Едуардович Регел                                            | 1881: Изследване на Хисарския хребет в Западен Памир, пресичане на хребета Петър Първи, слизане в долината на река Обихингоу (ляв приток на Вахш), преодоляване на Дарвазкия хребет и достигане до селището Калаихумб (38°30′ с. ш. 70°48′ и. д. / 38.5° с. ш. 70.8° и. д., на река Пяндж); 1882: Изследване и картиране на река Пяндж нагоре от Калаихумб до големия ѝ завой на 36°40′ с. ш. 71°40′ и. д. / 36.666667° с. ш. 71.666667° и. д., в т.ч. десните притоци Ванч, Бартанг и Гунт с Шахдаря. Полагане началото на откриването на хребета Академия на науките и откриване и картиране покрай левия бряг на Пяндж меридионалния хребет Лал и езерото Шива | Таджикистан, Афганистан                                   |
| 1881 – 1893       | Дж. Маккарти                                                       | Физикогеографски изследвания и топографски картирания на вътрешните райони на Тайланд, Лаос и Камбоджа и обръщене голямо внимание на малкоизследваните и неизследвани територии в басейните на реките Менам и Меконг | Тайланд, Лаос, Камбоджа                                   |
| 1882              | Ханс Майер                                                         | Физикогеографски и етнографски изследвания във Филипините | Филипини                                                  |
| 1882 – 1884       | Ю. Юргенс, Александър Александрович Бунге                          | Детайлно топографско картиране и описание на делтата на река Лена | Русия                                                     |
| 1883              | Дмитрий Лвович Иванов                                              | Откриване на Сариколския хребет, явяващ се вододел между басейните на реките Амударя и Тарим, граничен между Таджикистан и Китай. Изследване на планинския масив Музтагата (7546 м), откриване в Централен и Южен Памир хребетите Музкол, Североаличурски, Южно-Аличурски и Вахански и даване първите правилни геоложки сведения за Памир | Таджикистан, Китай                                        |
| 1883              | Фриц Саразин                                                       | Зооложки и етнографски изследвания и топографски картирания на островите Шри Ланка и Сулавеси | Шри Ланка, Индонезия                                      |
| 1883 – 1885       | Николай Пржевалски, Всеволод Роборовски, Пьотър Козлов             | Тръгване от Кяхта, преминаване през пустините Гоби и Алашан, планината Наншан и котловината Цайдам към изворите на Хуанхъ и Яндзъ и пристигане в Дзун. На юг от хребетите Бурхан Буда и Шурган Ула откриване на безплодно солончаково хълмисто плато, продължаващо на югоизток, продължаване на изток, откриване богатата на блата, извори и малки езера междупланинска котловина Одонтала, от където води началото си река Хуанхъ. Преминаване през вододела между изворите на Хуанхъ и Яндзъ (хребета Баян Хара Ула) и на обратния път, източно от Одонтала откриване на езерата Джарин Нур и Орин Нур, през които протича Хуанхъ. Връщане обратно до Цайдамската котловина, продължаване на запад през южните ѝ части, откриване на хребет Чиментаг, пресичане на хребета Чиментаг и северозападната част на новооткрития хребет Каякдъктаг, излизане на голямата и широка равнина Култала и откриване на гигантския хребет с паралелно простиране Аркатаг (Пржевалски, дължина около 650 км, с връх Шапката на Мономаха 7723 м). Връщане обратно към северния склон на Чиментаг, преминаване през „Долината на ветровете“ (долината на река Юсупалик) на запад, откриване на хребетите Актаг, Каякдъктаг, Ачиккьолтаг (Московски), Юсупалъктаг (на 38º с.ш.) и Караватаг. На южния склон на хребета Каякдъктаг, на височина 3867 м откриване на езерото Аягкумкьол, завиване на север и спускане до езерото Лоп нур. Изкачване по долината на река Черчен до оазиса Черчен, завиване на юг, откриване и проследяване на Руския хребет по цялата му дължина (около 400 км) до оазиса Керия. На юг от оазиса, откриване на (хребет Музтаг (7282 м), преминаване през оазиса Хотан, пресичане в северно направление западната част на пустинята Такламакан и Централен Тяншан и достигане до езерото Исък Кул | Китай                                                     |
| 1883 – 1888       | Дмитрий Клеменц (1847 – 1914)                                      | Пътешествия по южните, западни и източни райони на Сибир. Физикогеографски и геоложки изследвания в Кузнецки Алатау, горното течение на река Абакан, западните часте на Уряханския край (Тува) и районите между Абаканския хребет и Западните Саяни | Русия                                                     |
| 1884 – 1886       | Григорий Потанин, Август Иванович Скаси                            | 1884: Тръгване от Пекин на запад, преминаване през Хух-Хото (Гуйсуй), пресичане от североизток на югозапад платото Ордос и достигане до Ланчжоу (на река Хуанхъ); 1885: Достигане до Синин, продължаване на юг през планинската безлесна област Амдо в горното течение на Хуанхъ, югоизточните части на Кунлун и източните склонове на Сино-Тибетските планини, достигане до горното течение на река Минцзян (ляв приток на Яндзъ), продължаване около 150 км на изток, а след това на север, пресичане на планината Цинлин и завръщане в Ланчжоу; 1886: От Ланчжоу тръгване на запад, завиване на север, минаване на изток от езерото Кукунор, пресичане на няколко безименни хребета в планината Наншан и достигане до изворите на река Едзин Гол (Жошуй). Проследяване цялото течение на реката (около 900 км), достигане до езерото Гашун Нур (42°25′ с. ш. 100°40′ и. д. / 42.416667° с. ш. 100.666667° и. д.), продължаване на север, пресичане на пустинята Гоби и Гобийски Алтай и откриване в него хребетите Тост Нуру, Немгет Ула и два други. От езерото Орог Нур (45°03′ с. ш. 100°42′ и. д. / 45.05° с. ш. 100.7° и. д.) изкачване по река Туин Гол на север до изворите ѝ, пресичане на планината Хангай, продължаване на североизток, преминаване през басейна на река Орхон, картиране на хребетите Бурен Нуру и Бургут и част от планината Хангай и завръщане в Кяхта | Китай, Монголия                                           |
| 1884 – 1886       | Александър Александрович Бунге, Едуард Тол                         | Физикогеографски изследвания и топограф ско картиране на крайбрежието между Лена и Колима и Новосибирските о-ви | Русия                                                     |
| 1884 – 1887       | Григорий Грум-Гржимайло, Михаил Грум-Гржимайло                     | 1884: Физикогеографски изследвания и топографски картирания по северните склонове на Памир и Алайската долина, достигане до река Муксу пресичане на Заалайския хребет и достигане до езерото Каракул; 1885: Физикогеографски изследвания и топографски картирания в южните части на Узбекистан и западните части на Таджикистан; 1886: Физикогеографски изследвания и топографски картирания в Западен Тяншан – долината на река Нарин, езерото Чатър Кулл, Кашгария и северните склонове на Памир; 1887: Изследване на река Мургаб (Бартанг, десен приток на Пяндж) и десния ѝ приток Танимас и в изворите ѝ откриване на група ледници, продължаване на изток, пресичане на Сариколския хребет и картиране на двете съставящи реки на река Ташкурган (лява съставяща на Яркенд) – Вахджир-Джилга (Каранукур) и Хунджераб | Киргизстан, Таджикистан, Узбекистан, Китай                |
| 1884 – 1889       | Евграф Степанович Фьодоров (1853 – 1919)                           | Изследване басейните на реките Лозва (лява съставяща на Тавда, от басейна на Иртиш) и Вол (ляв приток на Северна Сосва, от басейна на Об), откриване вододела между Лозва и Северна Сосва – хребета Поясов Камен, Верхне-Волинските Ували, на изток от тях – възвишението Люлим-Вор, а на 63ºс.ш. – Средно-Сосвинските Ували. Картиране теченията на реките Лозва, Ивдел (десен приток на Сосва) | Русия                                                     |
| 1885 – 1897       | руски морски офицери                                               | Ежегодни детайлни хидрографски дейности по далекоизточните брегове на Русия, в т.ч. топографско заснемане и картиране на цялото крайбрежие на залива Петър Велики | Русия                                                     |
| 1886              | А. Краснов, И. Игнатов                                             | Изследване на масива Хан Тенгри в Тяншан, определяне на височината му и откриване на ледника Инилчек | Киргизстан                                                |
| 1886 – 1887       | Пиер Габриел Едуар Бонвало                                         | 1886: Експедиция от Ташкент, пресичане на Алайския и Заалайския хребети, навлизане в Памир и достига до Афганистан и завръщане в Самарканд; 1887: Поема на изток към Ош, завива на юг, преодолява Памир, преминава през Каракорум и достигане до Кашмир в Северна Индия | Узбекистан, Киргизстан, Таджикистан, Афганистан, Индия    |
| 1886 – 1887       | Френсис Йънгхъзбанд                                                | 1886: Пътешествие в Манчжурия; 1887: Пресичане на Китай от Пекин през Хами, Турфан, Аксу, Кашгар и Яркенд и достигане до Сринагар в Кашмир и провеждане на полеви изследвания в Памир и Каракорум | Китай, Таджикистан, Индия                                 |
| 1886 – 1888       | Владимир Обручев, Карл Богданович                                  | Изследване участъка от строежа на Закаспийската железопътна линия от Кизил Арват до Чарджоу и от Чарджоу до Самарканд и междуречието на реките Херируд и Мургаб до афганската граница, Провеждане на геоложки изследвания в пустинята Каракум, древната долина на Амударя – Узбой и покрай левия бряг на Амударя до Керки (Владимир Обручев). Изследване на 300 км от северния склон на планината Копетдаг, Туркмено-Хорасанските планини (разположени на югозапад от Копетдаг), северните и централни части на планината Елбурс и северните райони на пустинята Деще Кевир (Карл Богданович) | Туркменистан, Узбекистан, Иран                            |
| 1888 – 1889       | Ю. А. Шмид                                                         | Топографско картиране на части от южните райони на Казахстан, в т.ч. река Чу и полупустинята Бетпак Дала | Казахстан                                                 |
| 1888 – 1890       | Бронислав Громбчевски                                              | 1888: Експедиция от Маргилан през проходите на Памир до река Гилгит (десен приток на Инд), изследване на планинския масив Музтагата (7548 м, 38°16′ с. ш. 75°10′ и. д. / 38.266667° с. ш. 75.166667° и. д.) и редица леви притоци на река Раскемдаря (в долното течения се нарича Яркенд, дясна съставяща на Тарим), в т.ч. река Ташкурган; 1889: Ново проникване в басейна на Раскемдаря, изследване на хребетите Раскем и Тохтакорум, разположени източно от реката, по река Кирчинбулак (ляв приток на Раскемдаря) достигане до подножието на връх Чогори (Годуин-Остин, К2, 8611 м), откриване и изследване северната част на хребета Агил-Каракорум (7693 м) и изворите на река Тизнаф (десен приток на Яркенд). Изкачване по река Каракаш (лява съставяща на Хотан) в Тибет и откриване покрай десния бряг на реката мощния хребет Карангутаг (7160 м), явяващ се вододел между Каракаш и Юрункаш (дясна съставяща на Хотан); 1890: Изкачване по река Керия до изворите ѝ (открити от него) и откриване покрай десния бряг на реката хребета Устюнтаг, а покрай левия – Люшишан | Китай, Индия                                              |
| 1889 – 1890       | Пиер Габриел Едуар Бонвало                                         | Първо пресичане на Азия от северозапад на югоизток и изминаване на над 9500 км през слабо изследвани или почти неизследвани територии. от Омск изкачване по река Иртиш, достигане до китайския град Кулджа, пресичане на планината Тяншан, преминаване покрай езерото Лоп нур, първо пресичане на източната част на пустиня Такламакан, преодолява на планината Кунлун и навлизане в Тибет. Продължаване на югоизток през източните части на Тибетската планинска земя, преминаване през горното течение на река Яндзъ, изследване междуречието на реките Меконг и Салуин, пресичане на китайската провинция Юнан и достигане до Ханой във Виетнам | Казахстан, Китай                                          |
| 1889 – 1890       | Григорий Грум-Гржимайло, Михаил Грум-Гржимайло                     | 1889: Тръгване от Жаркент, пресичане на хребета Борохоро при 83º и.д., продължаване на изток, изследване горното течение на река Манас, проследяване на целия северен склон на хребета Богдо-Ула (Богдошан, 300 км), на изток от него откриване на крайните източни хребети на Тяншан – Баркелтаг и Карликтаг, а на югозапад от тях – Турфанската падина, като я изследва и установява надморската ѝ височина (-154 м под морското равнище). На юг и югозапад от падината откриване и изследване на хребета Куруктаг; 1890: По пътя от Хами за Синин откриване на планината Бейшан, пресичане на планината Наншан, заобикаляне от юг и запад езерото Кукунор, ново пресичане на Наншан и Бейшан и покрай северните склонове на Тяншан завръщане в Жаркент | Китай                                                     |
| 1889 – 1890       | Михаил Певцов, Пьотър Козлов, Всеволод Роборовски, Карл Богданович | Изследване на Кашгария, Кунлун, северозападната част на Тибет и извършване на маршрутно картиране с дължина над 13 хил. км. 1889: Тръгване от Каракол на юг, пресичане на хребетите Терский Алатау и Кокшаал Тау, спускане в долината на река Яркенд и установяване, че река Кашгар, считаща се за ляв приток на Яркенд се губи в езеро южно от хребета Калпинтаг (Кьолпинчолтаг). Проследяване западната граница на пустинята Такламакан, изкачване по река Яркенд до град Яркенд (град))Яркенд, продължаване на изток, преминаване през оазисите Каргалик, Гума, Хотан и Керия и достигане до оазиса Ния, където за пръв път в Кашгария се извършват метеорологични наблюдения (Михаил Певцов). Пълно и обстоятелствено описание на река Кончедаря и езерото Баграшкул, климатичните условия, растителността, животинския свят, бита и обичаите на населението на посетените райони (Пьотър Козлов). Тръгване от западния ъгъл на езерото Исък-Кул, достигане на юг до селището Актала (38°30′ с. ш. 76°00′ и. д. / 38.5° с. ш. 76° и. д.), продължаване на запад, пресичане на Кашгарския хребет на юг от масива Конгур, обхождане от север, запад и юг масива Музтагата и завръщане обратно в Яркенд. Тръгване от оазиса Каргалик на юг, достигане до хребета Тизнаф, завива на запад, пресичане на хребета Тохтакорум, достигане до горното течение на река Яркенд и спускане по нея до селището Ния (Карл Богданович); 1890: Достигане долината на река Карасай, а след това до езерото Дашикул, отиване в оазиса Черчен и след това в Чарклик. В горното течение на река Чарклик вторично откриване на хребетите Караватаг и Юсупалъктаг, пресичане на хребета Алтънтаг, на югозапад от езерото Лоп нур откриване на езерото Карабуранкьол, в което от запад се влива река Черчен, а от север – река Тарим и установяване, че се състои от няколко самостоятелни езера (Михаил Певцов). Откриване на езерото Дашикул, хребета Актаг в Руския хребет и прохода Джапакаклик (4765 м) (Пьотър Козлов). Тръгване самостоятелно от селището Ния на североизток към оазиса Черчен 38°00′ с. ш. 85°30′ и. д. / 38° с. ш. 85.5° и. д., завиване на юг, изкачване по река Черчен, пресичане на пустинята Кумкати, установяване, че реката се явява граница между хребетите Алтънтаг на изток и Токуздавантаг на запад, продължаване на изток по реката и по десния ѝ приток река Димналик, достига до прохода Гулчандаван (4313 м, 88º и.д.) и завръща в Ния. Пресичане на Руския хребет (84º и.д.) по река Туланходжа, достигане до изворите ѝ – прохода Ючжаст (Атишдаван, 4976 м), откриване на гигантския хребет Люшишан с височина да 7160 м, простиращ се между 80 – 82º и.д. и на 35º 20` с.ш., изкачване по река Черчен и по левия ѝ приток река Музлук и откриване в изворната област на реката хребета Музлуктаг. Пресичане на хребета по река Улугсу (горното течение на Черчен), изкачване до изворите ѝ под връх Улугмузтаг (7723 м), продължава на изток по северния склон на хребета Пржевалски, откриване на езерото Ачиккьол (37°05′ с. ш. 88°25′ и. д. / 37.083333° с. ш. 88.416667° и. д., на 4250 м) и вливащите се в него реки и завършване откриването на езерото Аягкумкьол (37°33′ с. ш. 89°27′ и. д. / 37.55° с. ш. 89.45° и. д., на 3867 м) и реките от басейна му. На 38º с.ш. и 89º и.д. дооткриване на хребета Чиментаг, разположен на юг от Алтънтаг, а така също и планината Кумбуян (Всеволод Роборовски). Откриване в западната част на Кунлун силно разчлененият хребет Карангутаг, на изток от него, в басейна на река Юрункаш, по двете страни на хребета Музтаг – сложна система от неголеми планински хребети. Спускане по река Юрункаш до оазиса Хотан и от там придвижване до Ния (Карл Богданович) | Китай                                                     |
| 1889 – 1890, 1896 | Андрей Пастухов (1860 – 1899)                                      | Изкачване на върховете Казбек, Елбрус и Арарат и извършване на топографски снимки. Изследване на ледниците във високопланинската част на Кавказ | Русия, Грузия, Турция                                     |
| 1889 – 1891       | Владимир Обручев                                                   | Мащабни геоложки изследвания около езерото Байкал и в горните течения на рекита Ангара и Лена и притока на последната – Витим | Русия                                                     |
| 1890 – 1891       | Свен Хедин                                                         | Физикогеографски изследвания в Персия, Средна Азия и Кашгария | Иран, Узбекистан, Таджикистан, Китай                      |
| 1890 – 1902       | Александър Дунин-Горкавич (1856 – 1927)                            | Детайлно изсладване и топограхфско картиране на десните притоци на Об – Казим, Назим, Пим, Тромъйоган, Аган, Вах и др. и в изворните им области оконтуряване на възвишението Сибирски Ували, а в междуречието на Аган и Вах – Агански Ували | Русия                                                     |
| 1891 – 1892       | Ян Черски                                                          | 1891: Изследване на Оймяконското плато, откриване и пресичане на хребета Тас-Кистабит и Нерската котловина, продължаване на североизток, откриване и пресичане на хребетите Улахан-Чистай и Момски и достигане до Верхнеколимск; 1892: Спускане по Колима, извършване на геоложки изследвания на бреговете ѝ и достигане до устието на десния ѝ приток река Омолон | Русия                                                     |
| 1891 – 1892       | Леонард Ячевски (1858-неизв.)                                      | Изследване десния бряг на Енисей между 59º и 62º 30` с.ш. Изкачване по река Голям Пит (десен приток на Енисей) до изворите ѝ, преминаване на север до река Велмо, спускане по нея и по Подкаменна Тунгуска до Енисей и изкачване по него до устието на Голям Пит, като по този начин открива възвишението Енисейски кряж | Русия                                                     |
| 1891 – 1894       | Жул-Леон Дютрей дьо Рен                                            | Експедиция в Западен Китай и Тибет и извършване на първите картирания на най-недостъпните и най-слабо изследвани части на Северен и Западен Тибет | Китай                                                     |
| 1892              | Порфирий Крилов (1850 – 1931)                                      | Орографски, хидрографски и ботанически изследвания в Алтай и Саяните | Русия                                                     |
| 1892              | Уилям Конуей                                                       | Топографско картиране на около 5180 км2 от планината Каракорум, изкачване по ледника Балторо и достигане рекордна за това време височина от 23 000 фута (7010 м) в опит за покоряване на връх Балторо Гангри (7312 м) | Индия                                                     |
| 1892 – 1893       | Григорий Потанин, Владимир Обручев                                 | Физикогеографски изследвания в провинция Съчуан в Китай | Китай                                                     |
| 1892 – 1896, 1898 | Дмитрий Клеменц (1847 – 1914)                                      | Физикогеографски, геоложки и археоложки изследвания в Монголия, пресичане на страната в различни направления и извършване на маршрутна топографска снимка | Монголия                                                  |
| 1893              | Владимир Леонтиевич Комаров (1869 – 1945)                          | Откриване на югоизток от селището Ших (40°00′ с. ш. 58°25′ и. д. / 40° с. ш. 58.416667° и. д.) солончаковата падина Унгуз, простираща се на 200 км в пустинята Каракум и изследване на пустинята Заунгузки Каракум на север от нея | Туркменистан                                              |
| 1893              | Фритьоф Нансен                                                     | Откриване на остров Свердруп (74°35′ с. ш. 79°29′ и. д. / 74.583333° с. ш. 79.483333° и. д.), о-вите Скот-Хансен (75°18′ с. ш. 86°26′ и. д. / 75.3° с. ш. 86.433333° и. д.), архипелага Норденшелд, в т.ч. островите Рингнес (75°38′ с. ш. 88°02′ и. д. / 75.633333° с. ш. 88.033333° и. д.), Мона (75°42′ с. ш. 88°40′ и. д. / 75.7° с. ш. 88.666667° и. д.), Нансен (76°15′ с. ш. 94°50′ и. д. / 76.25° с. ш. 94.833333° и. д.) и др., Оскар (76°23′ с. ш. 99°22′ и. д. / 76.383333° с. ш. 99.366667° и. д.), заливите Тол (76°35′ с. ш. 100°30′ и. д. / 76.583333° с. ш. 100.5° и. д.) и Гафнер (76°25′ с. ш. 102°00′ и. д. / 76.416667° с. ш. 102° и. д.) и о-вите Хейберг (77°39′ с. ш. 101°30′ и. д. / 77.65° с. ш. 101.5° и. д.) | Русия                                                     |
| 1893              | Едуард Тол, Евгений Николаевич Шилейко                             | Изследване на Новосибирските о-ви и северните райони на Якутия между долните течения на реките Лена и Хатанга. Описване възвишенията Хара-Тас (между реките Попигай и Хатанга), Сюрях-Джанги (между Анабар и Попигай) и Прончишчев (между Оленьок и Анабар), картиране на около 400 км от долното течение на Анабар до 72° с.ш. и уточняване положението на Анабарския залив | Русия                                                     |
| 1893              | Фриц Саразин, Паул Саразин (1856 – 1929)                           | Зооложки и етнографски изследвания и топографски картирания на островите Шри Ланка и Сулавеси | Шри Ланка, Индонезия                                      |
| 1893 – 1894       | Владимир Обручев                                                   | Тръгване от Пекин, заобикаляне от юг на платото Ордос и следвайки Великата Китайска стена достигане до град Сучжоу (Цзюцюан). Изследване на планинската система Наншан и откриване на хребета Рихтхофен (Циляншан), простиращ се на повече от 500 км по североизточния край на Наншан. На югозапад, успоредно на него откриване на хребета Тхолошан (Таолайшан), а на юг, на 38º с.ш. – хребета Зюс (Суленаншан), от който извира река Сулехъ (течаща на северозапад). Откриване на хребета Долоешан (Таолайнаншан) покрай десния бряг на Сулехъ, а покрай левия ѝ бряг – хребетите Емашан и Дасюешан. Завършване откриването на хребета Мушкетов, отделящ от юг равнината Съртъм от Цайдам, а на юг от Цайдам откриване на хребетите Семьонов, намиращ се на 36º с.ш., Курлик-Дабан и Сарлик-Ула. Изследване на планината Луншоушан, простираща се на югоизток от пустинята Алашан]. Обикаляне от юг езерото Кукунор, завръщане в Сучжоу, продължаване на север по течението на река Едзин-Гол (Жошуй), обхождане от север на пустинята Алашан, достигане до Нинся (Инчуан, на големия завой на Хуанхъ), преминаване през хребета Цинлин и достигане до Гуанюан в провинция Съчуан. От там продължаване на северозапад, през планината Бейшан достигане до оазиса Хами и добиране до Кулджа | Китай                                                     |
| 1893 – 1895       | Всеволод Роборовски, Пьотър Козлов                                 | пътешествие в Централна Азия, като посещава Източен Тяншан, Кашгария, Турфанската котловина, Наншан, Североизточен Тибет и Хамийската пустиня. 1893: Тръгване от Каракол на изток, преминаване покрай Тяншан, достигане до Турфанската падина, продължава на изток към Хами, завива на юг и през източната част на пустинята Гашунска Гоби достигане до Дунхуан 40°09′ с. ш. 94°40′ и. д. / 40.15° с. ш. 94.666667° и. д., в подножието на Наншан. Изследване котловината на езерото Лоп нур, откриване на пресъхналата древна долина на река Кончедаря и древното езеро Лоп нур на 200 км на изток от тогавашното му положение и окончателно доказване, че река Кончедаря е блуждаеща река, а Лоп нур – местещо се през различните години езеро; 1894: Изследване западната част на планината Наншан. Пресичане на планината в различни места, проследяване на редица междупланински долини, точно установяване протеженията и границите на отделните хребети и достигане на юг от езерото Кукунор до хребета Амне Мачин (разположен на 34º с.ш. и 100º и.д.); 1895: Завръщане в Турфанската падина, продължаване на северозапад, пресичане на пустинята Дзосотин-Елисун, откриване на пустинята Коббе (46º с.ш.) и достигане до Зайсан | Китай                                                     |
| 1893 – 1895       | Карл Богданович                                                    | Извършване на геоложки изследвания покрай трасето на Трассибирската жп линия, между 87° и 103ºи.д. Изследване на Кузнецки Алатау, проследяване на целия северен склон на Източните Саяни от река Абакан до границата с Китай (около 800 км)и даване на първото описание на големия Иркутски (Черемховски) въглищен басейн | Русия                                                     |
| 1893 – 1897       | Густав Моленграф                                                   | Експедиция в централната, неизследвана част на остров Калимантан, извършване на геоложки изследвания и топографски картирания и първо пресичане на гигантския остров от изток на запад | Индонезия                                                 |
| 1893 – 1897       | Свен Хедин                                                         | Физикогеографски изследвания в Таримския басейн и течението на река Тарим, котловината Цайдам, платото Ордос, пустинята Гоби, пустинята Такламакан, езерото Лобнор, езерото Кукунор и Северен Тибет | Китай                                                     |
| 1893 – 1901       | Пърси Сайкс                                                        | Шест военно-дипломатически експедиции в Иран. Изследване на малкоизследвани и неизследвани територии в централната част на Иранската планинска земя (1893), в Ирански Белуджистан (1894) и в Систан (1897 – 1901) | Иран                                                      |
| 1894              | Леонард Ячевски                                                    | Изследване на десния бряг на Енисей между 56º – 58º с.ш. – южната част на Енисейското възвишение | Русия                                                     |
| 1894 – 1896       | Андрей Вилкицки                                                    | Хидрографска експедиция за изследване морското крайбрежие от устието на река Печора до устието на Енисей, в т.ч. Обския и Енисейски заливи и островите Вилкицки (73°28′ с. ш. 75°45′ и. д. / 73.466667° с. ш. 75.75° и. д.) и Сибиряков (72°52′ с. ш. 79°07′ и. д. / 72.866667° с. ш. 79.116667° и. д.) | Русия                                                     |
| 1894 – 1896       | Дмитрий Василиевич Иванов                                          | 1894: Изследване левия бряг на река Амур между устията на притоците ѝ Бира и Тунгуска; 1895 – 1896: Изследване на планината Сихоте Алин и трикратно пресичане – юли 1895, октомври 1895 и септември 1896. Изследване, крайбрежието на Японско море от 43º 40` до 49º с.ш. и Амурско-Зейската равнина | Русия                                                     |
| 1895 – 1898       | Владимир Обручев, Александър Герасимов, Антон Едмундович Гедройц   | Изследване на Селенгинска Даурия и Нерчинска Даурия, т.е. част от Задбайкалието на юг от 52-рия паралел и на изток от 105-ия меридиан до държавната граница, всичко повече от 270 хил. км2. Единадесеткратно пресичане на Яблоновия хребет, проследяване на склоновете им на 325 км (от 111° до 114° 30` и.д.), доказване че са невярно нанесени на съществуващите дотогава карти и установяване, че не са вододел на реките Лена, Амур и Енисей. Откриване и изследване на хребетите Загански, Малхански, Цаган-Дабан, Цаган-Хуртей и Худунски, а на юг от река Джида – Джидински. Изследване на река Селенга и десните ѝ притоци Уда, Хилок (840 км) и Чикой (Владимир Обручев). Откриване на хребет Черски, простиращ се покрай десния бряг на река Ингода (от басейна на Амур), на юг от него – Даурския хребет и котловина простираща се на югоизток от хребета. Покрай двата бряга на река Онон (дясна съставяща на Шилка) откриване и картиране на хребетите Ононски и Ерман, изследване на река Ингода и руската част на Онон. На границата с Монголия, на 115 – 116º и.д. откриване наличието на древно езеро с площ около 8000 км2, на 114º и.д. във Витимското плато – угасналите вулкани Обручев и Мушкетов. Окончателно установяване, че Яблоновия хребет се простира от река Чита на североизток между Витим и десния ѝ приток Киренга. Изследване на Боршчовочния хребет, простиращ се на изток от Нерчинск и изкачване на най-високата му точка – връх Сохондо (Александър Герасимов). Проследяване и картиране на паралелно простиращите се на изток-североизток хребети Нерчински, Кличкински, Аргунски и Газимурски, изследване цялото течение (1520 км) на река Аргун, левия ѝ приток река Газимур и река Шилка. На изток от Нерчинск установяване наличието на хребет, простиращ се в североизточно направление (Антон Едмундович Гедройц) | Русия                                                     |
| 1895 – 1899       | Василий Сапожников (1861 – 1924)                                   | Орографски, глациоложки и ботанически изследвания в Алтай, откриване на множество ледници и установяване на обширни райони с оледяване в планината | Русия                                                     |
| 1896              | Фриц Саразин                                                       | Зооложки и етнографски изследвания и топографски картирания на остров Сулавеси | Индонезия                                                 |
| 1896 – 1897, 1899 | Владимир Липски (1863 – 1937)                                      | Физикогеографски изследвания в Хисарския хребет в Памир до горното течение на река Кафирниган (1896 – 1897) и в хребета Петър Първи, пресичане на хребета на няколко места и откриване на множество ледници (1897, 1899) | Таджикистан                                               |
| 1896 – 1898       | Карл Богданович, Николай Лелякин                                   | 1896 – 1897: Тръгване от Николаевск на Амур, преминаване край езерото Орел, достигане до устието на река Уда, изкачване по един долен ляв приток на Уда и изследване на най-южните части на планината Джугджур на повече от 100 км. Изкачване по Уда и откриване на Майския хребет (вторично, между реките Уда и Мая). От устието на Уда тръгване на североизток по брега на Охотско море, откриване на Крайбрежен хребет, прехвърляне в Охотск и изследване на цялото крайбрежие и югоизточните сконове на Джугджур на протежение от 550 км. Описание и топ ографско картиране на източна част на Тауйския залив – залива Одян, затварящият го от юг п-ов Кони, залива Забияк и п-ов Пягин; 1897 – 1898: Прехвърляне в устието на река Тигил на западното крайбрежие на п-ов Камчатка, изкачване по Тигил до изворите ѝ, откриване на ледници от висящ тип, тръгване на югозапад по билото на Средищния хребет, достигане до изворите на река Облуковина, откриване на угасналия вулкан Хангар, двукратно пресичане на Средищния хребет (на около 57º 30` с.ш.) и по река Камчатка спускане до Тихия океан; 1898: Геоложки изследвания в южната част на п-ов Ляодун | Русия, Китай                                              |
| 1896 – 1898       | Сергей Подяконов                                                   | Изследване на Алданската планинска земя. 1896: Изкачване на 200 км по река Ольокма (десен приток на Лена) и изследване горното течение на река Амга (ляв приток на Алдан); 1897: Изкачване по Ольокма до 58º с.ш., изследване западните части на Алданската планинска земя и западната част на Становите планини; 1898: Изследване на цялото течение (2273 км) на река Олдан и десните ѝ притоци – Голям Нимнир и Тимптон | Русия                                                     |
| 1896 – 1902       | Фьодор Дриженко (1858 – 1922)                                      | Пълно топографско заснемане и картиране на езерото Байкал на базата на развита триангулачна мрежа, астрономическо определене на координатите на редица пунктове и многочислени измервания на дълбочината | Русия                                                     |
| 1898 – 1899       | Дмитрий Василиевич Иванов                                          | Изследване горните басейни на реките Зея, Селемджа и Бурея и откриване на хребета Джагди | Русия                                                     |
| 1898 – 1901       | Андрей Вилкицки                                                    | Изследване и топографско картиране устието на река Енисей и южните брегове на Карско море | Русия                                                     |
| 1898 – 1902       | Лев Берг (1876 – 1850), Александър Казнаков                        | 1898: Физикогеографски изследвания на Кокчетавските езера (Селетътенгиз, Къзълкак, Теке и др.) в Северен Казахстан; 1899 – 1902: Физикогеографски и биоложки изследвания на Аралско море, езерата Балхаш, Исък Кул и Севан | Казахстан, Узбекистан, Киргизстан, Армения                |
| 1898 – 1902       | Леонард Ячевски                                                    | Геоложки изследвания на североизточните и западните склонове на Енисейското възвишение | Русия                                                     |
| 1899              | Григорий Потанин                                                   | Физикогеографски изследвания в планината Голям Хинган в Северен Китай | Китай                                                     |
| 1899 – 1901       | Пьотър Козлов, Вениамин Ладигин, Александър Казнаков               | Топографски заснемания по северните склонове на Монголски Алтай, неколкократното му пресичане и от 92° и.д. проследяване на южните склонове на планината. Изясняване, че главния хребет се простира на югоизток до 98° и.д. във вид на единна планинска верига, която постепенно се понижава и завършва с хребета Гичгенийн Нуру, а след това се простира планината Гобийски Алтай, състояща се главно от вериги от малки пълмове и къси ниски странични разклонения (Вениамин Ладигин, Александър Казнаков). Пресичане на пустините Гоби и Алашан, изкачване на североизточните части на Тибетската планинска земя, насочване към изворните области на реките Хуанхъ, Яндзъ и Меконг. На левия бряг на Яндзъ откриване на хребета Пандитаак, а на десния – Руско Географско дружество (вододел между Яндзъ и Меконг), хребета Вудвил-Рокхил (над 6000 м, на десния бряг на Меконг) и на юг – хребета Далай Лама (вододел между Меконг и Салуин). На обратния път подробно описание на езерото Кукунор | Монголия, Китай                                           |
| 1899 – 1902       | Свен Хедин                                                         | Спускане по река Тарим към езерото Лоп нур, топографско картиране на части от Тибет и завръщане в Индия през Ладакх и Кашмир | Китай                                                     |